# Fausto Cercignani

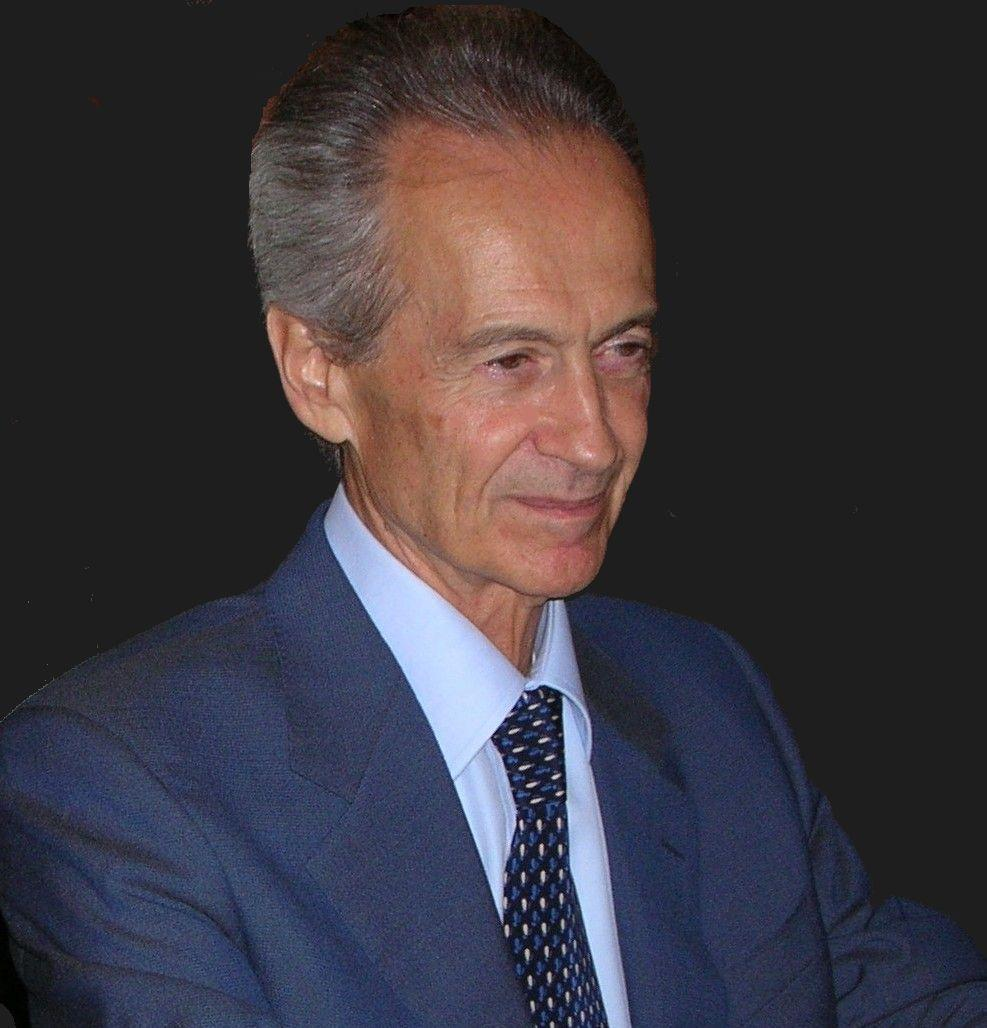
Fausto Cercignani (2011). Das Wesentliche meines Optimismus ist konstruktiver Pessimismus.

Fausto Cercignani (* 21. März 1941 in Cagliari) ist ein italienischer Literaturwissenschaftler, Lyriker, Anglist und Germanist.

## Leben und Werk
Fausto Cercignani wurde 1941 von aus der Toskana stammenden Eltern in Cagliari geboren. Er studierte in Mailand Anglistik und Germanistik. Seine Karriere als Universitätsprofessor war zuerst von philologischen Untersuchungen auf dem Gebiet der Anglistik und Germanistik gekennzeichnet. Nach vielen Jahren des Lehrens an den Universitäten Bergamo (1971–1974), Parma (1974–1975) und Pisa (1975–1983), kehrte er 1983 wieder nach Mailand zurück, zunächst als Professor für Germanische Philologie und dann für Deutsche Literatur an der Universität Mailand.

## Der Anglist
Die philologischen Interessen Cercignanis waren seit Anbeginn auf die Geschichte der englischen Sprache gerichtet, mit besonderer Berücksichtigung des elisabethanischen Zeitalters. Seine Beiträge über die Aussprache der englischen Sprache im Zeitalter Shakespeares (veröffentlicht in Studia Neophilologica, English Studies und anderen Fachzeitschriften) antizipieren sein Hauptwerk Shakespeare's Works and Elizabethan Pronunciation (Oxford, 1981), das als „das beste zur Verfügung stehende Werk“ auf diesem Gebiet zitiert worden ist.
Als „führende Autorität“ zur elisabethanischen Aussprache, wird Cercignani häufig über ursprüngliche Wortspiele, Reime und Schreibvarianten zitiert, und zwar in den neueren Editionen von Shakespeares Werken, in den meisten Nachschlagewerken über Shakespeare und in allerlei Veröffentlichungen zu sprachlichen und literarischen Fragen in historischer Sicht.

## Der Germanist als Linguist
Von Anfang an waren die philologischen Interessen Cercignanis auch auf die historische Phonologie der germanischen Sprachen und andere Aspekte der historischen Linguistik gerichtet. Fachperiodika wie Zeitschrift für vergleichende Sprachforschung, Indogermanische Forschungen, Journal of English and Germanic Philology, Language, Beiträge zur Geschichte der deutschen Sprache und Literatur und The Journal of Indo-European Studies haben seine Beiträge über Protogermanisch, Gotisch, Englisch und Deutsch veröffentlicht.
Manche seiner Studien – z. B. Early 'umlaut' phenomena in the Germanic languages, in Language, 56/1, 1980 – werden häufig für alternative Auffassungen von sprachlichen Veränderungen zitiert (siehe a-Umlaut).
Cercignanis bemerkenswertes Werk The Consonants of German: Synchrony and Diachrony (Milano, 1979) „bietet sowohl einen originalen Beitrag zur deutschen Phonologie als auch eine erstklassige Darstellung vom Stand der Forschung an“.

## Der Germanist als Literaturwissenschaftler
Die literarischen Interessen Cercignanis waren zuerst auf die Lyrik Karl Krolows gerichtet, mit Beiträgen in Periodika wie Germanisch-Romanische Monatsschrift, Literaturwissenschaftliches Jahrbuch und anderen Fachzeitschriften (1984–1986). Seine Studie von Christa Wolfs Frühromanen (Existenz und Heldentum bei Christa Wolf. «Der geteilte Himmel» und «Kassandra», Würzburg, 1988) und darauf folgende Aufsätze über ihre späteren Werke haben dazu beigetragen, ein Bewusstsein der wahren Essenz vom Erzählwerk der ostdeutschen Schriftstellerin zu fördern, und zwar unabhängig von ihren politischen und persönlichen Wechselfällen. Die Hervorhebung Cercignanis auf Christa Wolfs Heldentum hat den Weg freigemacht für folgende Beiträge in dieser Richtung.
Die zahlreichen anderen Schriftsteller, mit deren Werken sich Cercignani danach beschäftigt hat, schließen ein: Jens Peter Jacobsen, Georg Trakl, Georg Büchner, Arthur Schnitzler, Johann Wolfgang von Goethe, Gotthold Ephraim Lessing, Wilhelm Heinrich Wackenroder, Hugo von Hofmannsthal, Rainer Maria Rilke, Alban Berg, E.T.A. Hoffmann, Robert Musil, Novalis, Joseph Roth, Richard Beer-Hofmann, Karl Kraus, Franz Kafka, Thomas Mann, August Stramm, Gerhart Hauptmann, Reinhard Jirgl, Friedrich Schiller.
Seit 1992 ist Cercignani Herausgeber des internationalen Jahrbuchs Studia austriaca (ISSN 1593-2508), das der Kultur und Literatur des heutigen und gestrigen Österreich gewidmet ist. Das Jahrbuch wird in Zusammenarbeit mit dem Österreichischen Kulturforum Mailand veröffentlicht.
Seit 1994 gibt Cercignani auch die Studia theodisca (ISSN 1593-2478) heraus, ein Jahrbuch, das internationale Beiträge über die deutschsprachige Literatur aller Epochen veröffentlicht.

## Der Lyriker
Die Lyrik Cercignanis ist in sieben Bändchen gesammelt und schließt auch Gedichte ein, die in dem Almanacco dello Specchio, Anterem und anderen Zeitschriften veröffentlicht wurden. In einer Erörterung seiner Lyrik spricht ein Kritiker von orphischer Poesie, aber „hart und glänzend wie Stahl“ und ein anderer merkt an, dass die Dichtungen Cercignanis „ein Maximum an Konzentration erreichen dank einer Beschleunigung des Denkens oder des Fühlens, die die Materialität mittels Abstraktion wiederherstellt“.
Fausto Cercignani beschäftigt sich auch mit der Selbstübersetzung von lyrischen Texten.

## Werke (Auswahl)

### Phonologie
- Some notes on phonemes and allophones in synchronic and diachronic descriptions, in “Linguistik online”, 129/5, 2024, S. 39–51, online

### Anglistik
- Shakespeare's Works and Elizabethan Pronunciation, Oxford, University Press (Clarendon Press), 1981.
- English Rhymes and Pronunciation in the Mid-Seventeenth Century, in “English Studies”, 56/6, 1975, S. 513–518.
- The Development of */k/ and */sk/ in Old English, in “Journal of English and Germanic Philology”, 82/3, 1983, S. 313–323.
- On the alleged existence of a vowel /y:/ in early Modern English, in “English Language and Linguistics”, 26/2, 2022, S. 263–277, online

### Germanistik (Linguistik)
- The Consonants of German: Synchrony and Diachrony. Milano, Cisalpino, 1979.
- The Development of the Gothic Short/Lax Subsystem, in “Zeitschrift für vergleichende Sprachforschung”, 93/2, 1979, S. 272–278.
- Early «Umlaut» Phenomena in the Germanic Languages, in “Language”, 56/1, 1980, S. 126–136.
- Zum hochdeutschen Konsonantismus. Phonologische Analyse und phonologischer Wandel, in “Beiträge zur Geschichte der deutschen Sprache und Literatur”, 105/1, 1983, S. 1–13.
- The Elaboration of the Gothic Alphabet and Orthography, in “Indogermanische Forschungen”, 93, 1988, S. 168–185.
- Saggi linguistici e filologici. Germanico, gotico, inglese e tedesco (Linguistische und philologische Aufsätze. Germanisch, Gotisch, Englisch und Deutsch), Alessandria, Edizioni dell’Orso, 1992.
- The development of the Old High German umlauted vowels and the reflex of New High German /ɛ:/ in Present Standard German, in “Linguistik online”, 113/1, 2022, S. 45–57, online
- On the Germanic and Old High German distance assimilation changes, in “Linguistik online”, 116/4, 2022, S. 41–59, online
- A note on Middle High German lengthening and related developments in diachronic perspective, in “Linguistik online”, 119/1, 2023, S. 29–42, online

### Germanistik (Literatur)

#### Bücher
- F. Cercignani, Existenz und Heldentum bei Christa Wolf. «Der geteilte Himmel» und «Kassandra», Würzburg, Königshausen & Neumann, 1988.
- F. Cercignani, Memoria e reminiscenze. Nietzsche, Büchner, Hölderlin e i poemetti in prosa di Trakl (Erinnerung und Reminiszenzen. Nietzsche, Büchner, Hölderlin und Trakls Prosagedichte), Torino, Genesi Editrice, 1989.
- F. Cercignani (hrsg.), Studia trakliana. Georg Trakl 1887-1987, Milano, Cisalpino, 1989.
- F. Cercignani (hrsg.), Studia büchneriana. Georg Büchner 1988, Milano, Cisalpino, 1990.
- F. Cercignani (hrsg.), Studia schnitzleriana (Arthur Schnitzler 1991), Alessandria, Edizioni dell’Orso, 1991.
- F. Cercignani - E. Mariano (hrsg.), Vincenzo Errante. La traduzione di poesia ieri e oggi (Vincenzo Errante. Die Übersetzung von Poesie, gestern und heute), Milano, Cisalpino, 1993.
- F. Cercignani (hrsg.), Novalis, Milano, CUEM, 2002.

#### Aufsätze
- Dunkel, Grün und Paradies. Karl Krolows lyrische Anfänge in «Hochgelobtes gutes Leben», in “Germanisch-Romanische Monatsschrift”, 36/1, 1986, S. 59–78.
- Zwischen irdischem Nichts und machtlosem Himmel. Karl Krolows «Gedichte» 1948: Enttäuschung und Verwirrung, in “Literaturwissenschaftliches Jahrbuch”, 27, 1986, S. 197–217.
- Il «Faust» goethiano. Forma e sostanza (Goethes «Faust». Form und Substanz), in Il «Faust» di Goethe. Antologia critica (Goethes «Faust». Eine kritische Anthologie), hrsg. von F. Cercignani und E. Ganni, Milano, Led, 1993, S. 21–38.
- «Nathan il saggio» e il Settecento tedesco («Nathan der Weise» und der deutsche 18. Jahrhundert), in “ACME”, 47/1, 1994, S. 107–124.
- Sul «Wozzeck» di Alban Berg (Über Alban Bergs «Wozzeck»), in Studia austriaca V, Milano, Edizioni Minute, 1997, S. 169–190.
- E. T. A. Hoffmann, Italien und die romantische Auffassung der Musik, in Das Land der Sehnsucht. E. T. A. Hoffmann und Italien, hrsg. von S. M. Moraldo, Heidelberg, Winter, 2002, S. 191–201.
- Per una rilettura di «Salomè». Il dramma di Oscar Wilde e il libretto di Richard Strauss (Für eine neue Lektüre von «Salome». Oscar Wildes Drama und Richard Strauss’ Textbuch), in Studia theodisca IX, Milano, CUEM, 2002, S. 171–192.
- Georg Büchner. Empatia e prospettivismo (Georg Büchner. Empathie und Perspektivismus), in Il cacciatore di silenzi. Studi dedicati a Ferruccio Masini (Der Jäger von Geräuschlosigkeiten. Studien zu Ehren von Ferruccio Masini), vol. II, hrsg. von P. Chiarini, Roma, Istituto Italiano di Studi Germanici, 2003, S. 237–258.
- ‘Poesia filosofica’ o ‘filosofia poetica’? Con alcune osservazioni su Schiller (‘Philosophische Poesie’ oder ‘Poetische Philosophie’? Mit einigen Ausführungen über Schiller), in La poesia filosofica (Die philosophische Poesie), hrsg. von A. Costazza, Milano, Cisalpino, 2007, S. 163–170.
- Inganno e autoinganno. Il campagnolo di Kafka (Betrug und Selbstbetrug. Kafkas Landmann), in Studia austriaca XVIII, Milano, PGreco, 2010, S. 51–64.
- Hofmannsthal fra teatro e filosofia. Con particolare riguardo a «L’uomo difficile» (Hofmannsthal zwischen Theater und Philosophie. Mit besonderer Berücksichtigung von «Der Schwierige»), in La filosofia a teatro (Die Philosophie im Theater), hrsg. von A. Costazza, Milano, Cisalpino, 2010, S. 369–385.

### Lyrik
- Fiore siglato (Paraphierte Blume), Firenze 1988.
- Fisicità svanite (Verschwundene Materialitäten), Torino 1988 - First Prize „Città di Moncalieri 1989“.
- Omaggio a Shakespeare (Huldigung an Shakespeare), Zehn Gedichte, eingeleitet von R. Mussapi, in “Almanacco dello Specchio”, n. 13 (1989).
- Verschiedene Texte in “Anterem”, nn. 40 (1989), 42 (1991), 44 (1992), 46 (1993) e 47 (1993).
- Vene di trasparenza (Adern von Transparenz), Verona 1990.
- Nella grafia di un’ombra (In der Graphie eines Schattens), Alessandria 1991.
- Pulviscoli rigati (Verkratzte Staubteilchen), Napoli 1992.
- Stelle di brina (Sterne von Reif), Milano 1993.
- Reticoli svagati (Verträumte Retikel), Milano 1996.
- Shakespearean Fancies (E-Book), 2012.
- Scritture. Poesie edite e inedite (Schriften. Veröffentlichte und unveröffentlichte Gedichte), Torino 2015.

### Erzählungen
- Five Women (E-Book), 2013.

## Auszeichnungen
- Österreichisches Ehrenkreuz für Wissenschaft und Kunst I. Klasse, Mailand, 1996